# Lockheed L-749 Constellation
Dimensions
Le Lockheed L-749 Constellation était le premier Lockheed Constellation à traverser régulièrement l'Atlantique sans escale. Bien que semblable en apparence au L-649, le L-749 a une capacité de carburant plus importante, un train d'atterrissage renforcé, et, finalement, un radar météorologique.

## Conception et développement

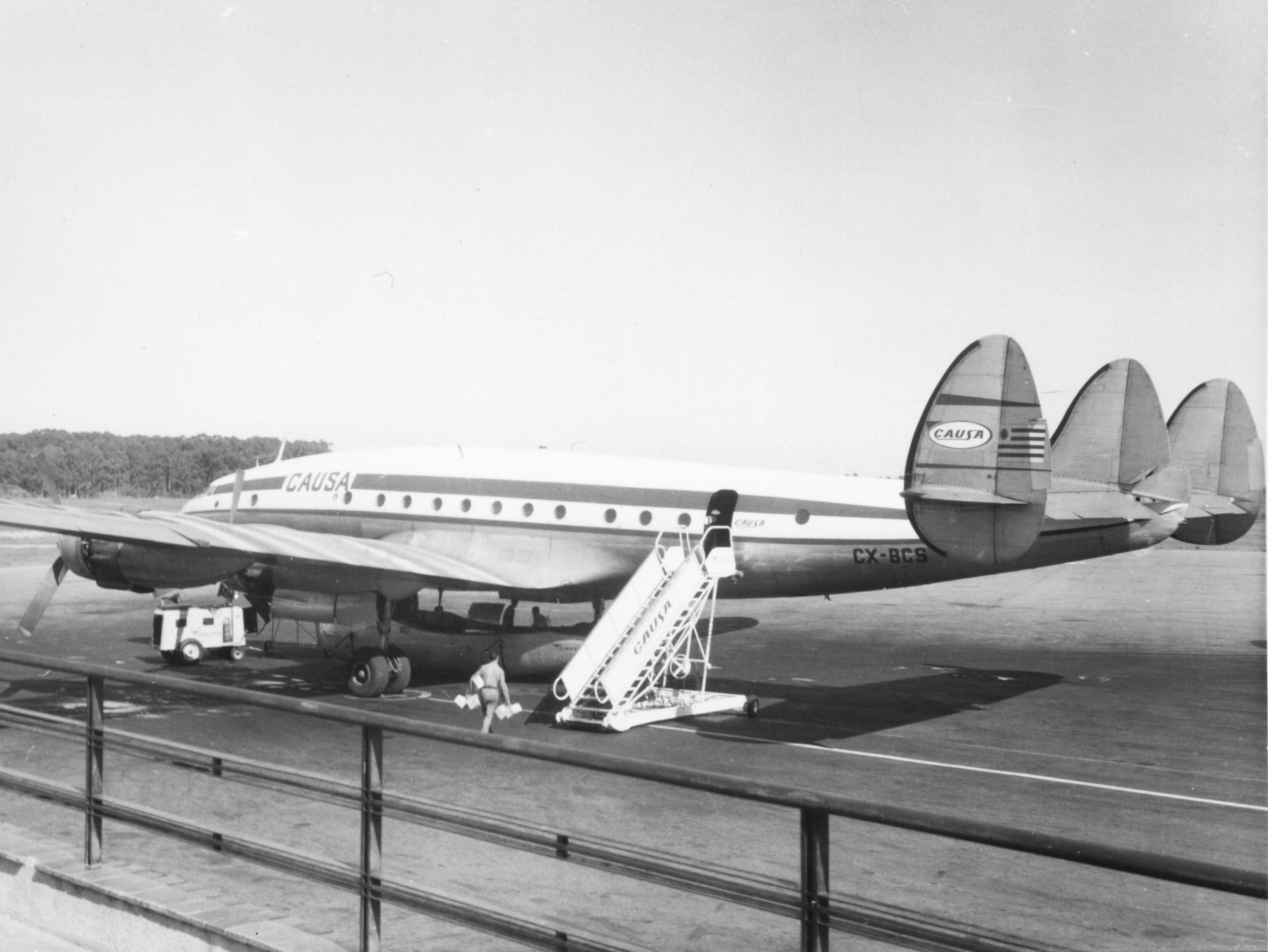
Un L-749A de CAUSA.

Au début de l'année 1947, la Lockheed Aircraft Corporation a dévoilé le L-749, un dérivé de son L-649 Constellation avec des réservoirs de carburant visant à augmenter son rayon d'action de 1 000 miles. En raison de l'augmentation du poids, le train d'atterrissage et les pneus devaient être renforcés. Des Jet stacks ont été également employés, augmentant la vitesse de 24 km/h. Ces jet stacks ont augmenté le bruit de l'appareil. Il était donc nécessaire d'insonoriser celui-ci davantage. Comme pour le L-649, dix configurations différentes de la cabine intérieure étaient possibles. Les compagnies aériennes intéressées à l'origine par le L-649 ont reporté leurs commandes sur le L-749. Le L-749 allait devenir la version standard du Constellation,,.
Le L-749 effectue son premier vol le 14 mars 1947 et a reçu sa certification le même mois. Le premier L-749 a été livré à Air France le 18 avril 1947. Pan American World Airways a reçu son premier L-749 en juin. Le L-749 a commencé sa carrière dans la Pan Am en juin 1947 dans leur service "autour du monde". Le L-749 a également été mis en service par TWA et diverses autres compagnies aériennes, dont KLM, Cubana, Línea Aeropostal Venezolana, Avianca et Iberia.
En mars 1947, 1200 emplois ont été perdus chez Lockheed, portant la production de l'avion à un quasi statu quo. Une commande importante de la United States Air Force de 10 avions L-749A désigné C-121 Constellation, a sauvé le programme Constellation. La marine américaine a suivi en commandant deux avions L-749A désigné PO-1W Constellation (plus tard WV-1). Les premiers avions L-749A à sortir des lignes de production étaient destinés à l'armée.

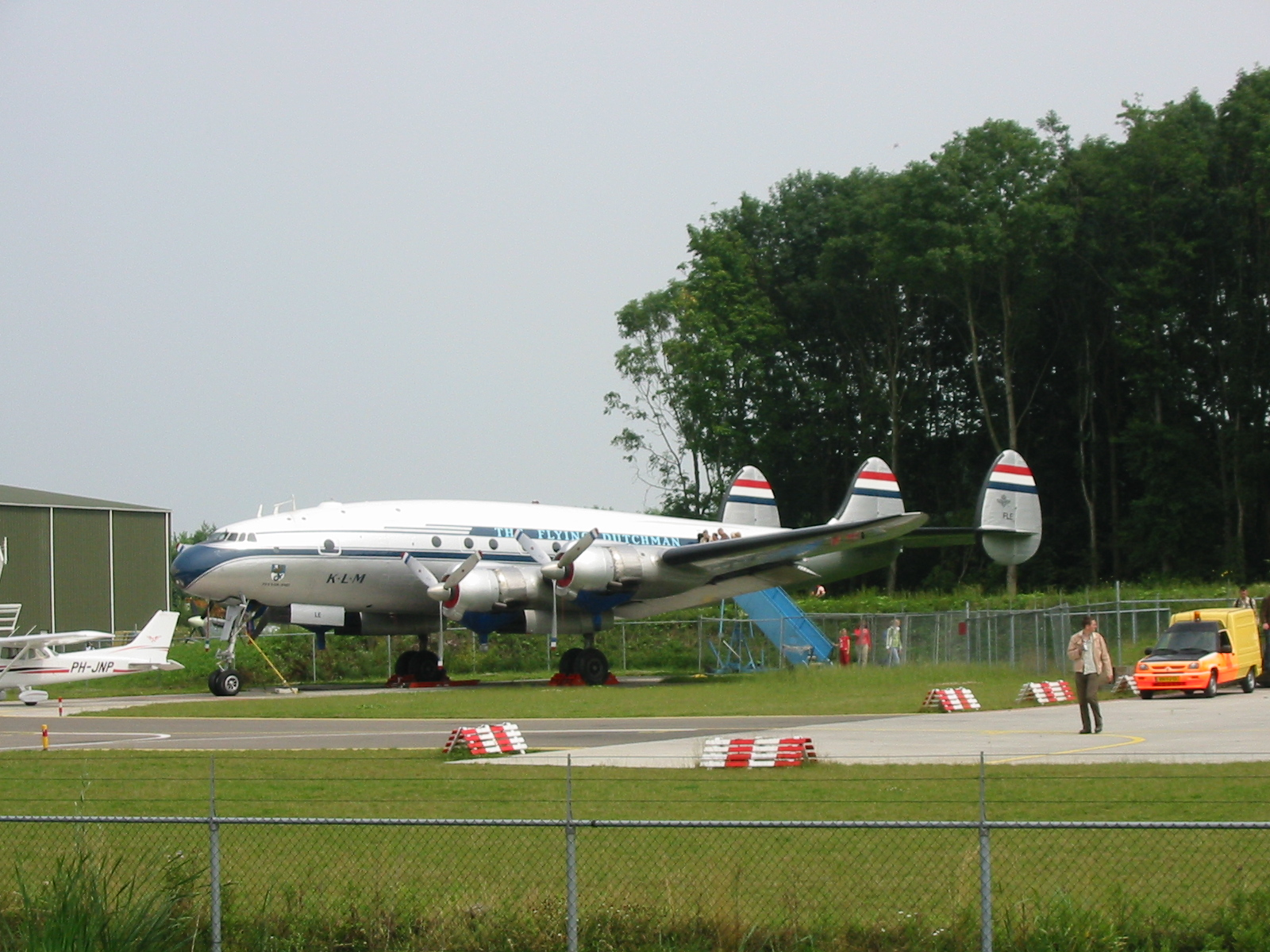
Le C-121A de l'Aviadrome Constellation dans les couleurs KLM L-749

Lockheed a commencé à produire le L-749A amélioré en 1949. Il avait un fuselage renforcé, un train d'atterrissage renforcé et un plancher Plycor. Cela a augmenté le poids de plus de 4000 lb et a augmenté la masse maximale au décollage.
Un capot moteur légèrement remanié et de nouvelles hélices Curtiss électriques ont également été adoptés. Lockheed offrait également un kit de transformation du L-749 au L-749A. Le premier client civil du L-749A était South African Airways, mais son plus gros client était Trans World Airlines qui avait 26 avions L-749A. Le dernier avion de TWA ne sera pas réformé avant 1967.
Une version cargo du L-749A sur la base du C-121A militaire a été proposée, mais aucune compagnie aérienne n'a manifesté d'intérêt et elle n'a jamais quitté la planche à dessin. Une version turbopropulseur L-749B a été envisagée, mais elle non plus n'a jamais quitté la planche à dessin, car aucun moteur fiable n'a été trouvé. La production du L-749A a pris fin en 1951 pour céder sa place à son successeur, le L-1049 Super Constellation.

## Versions

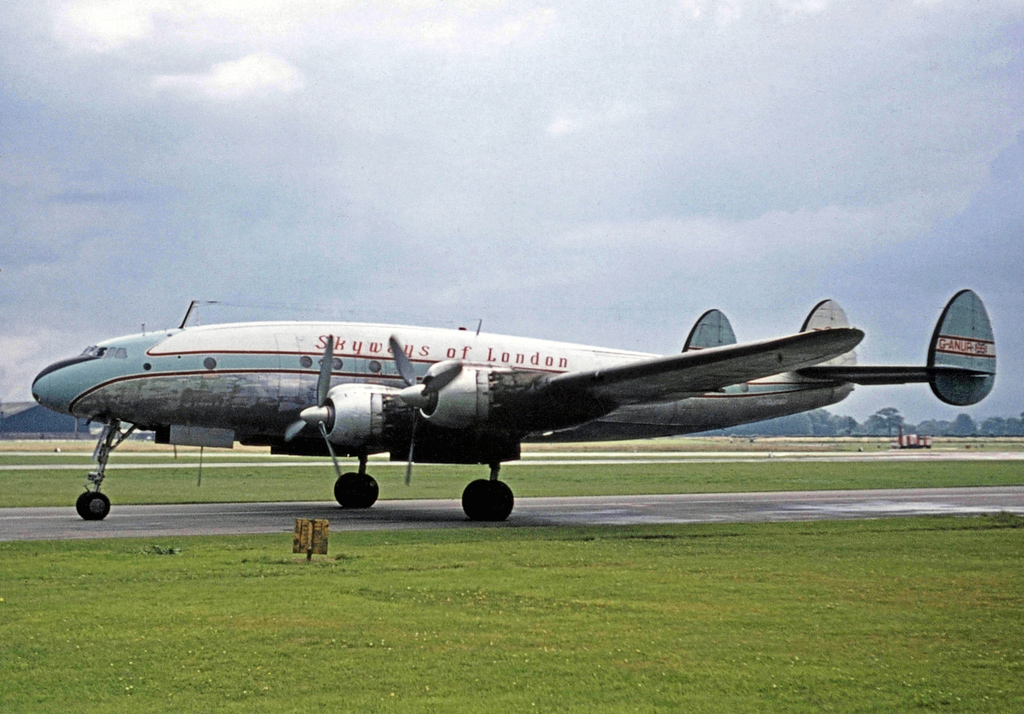
Un L-749A de Skyways of London sur l'Aéroport de Manchester le 11 août 1963.

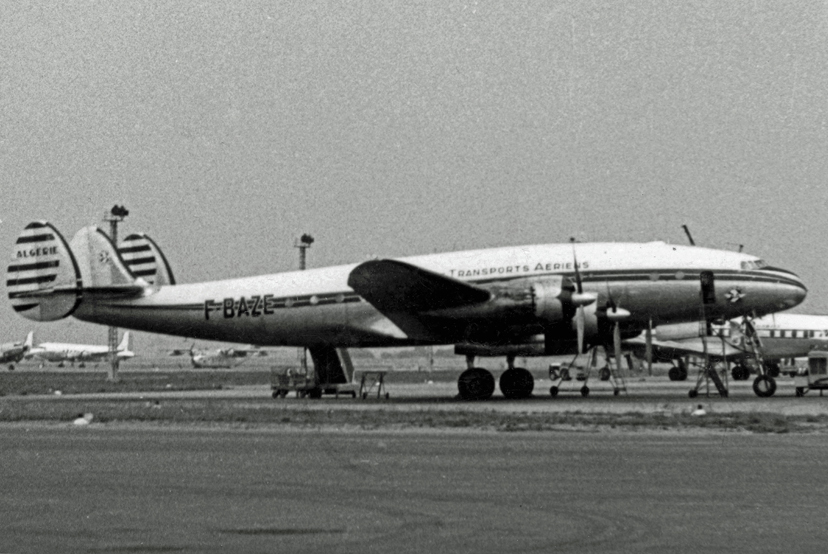
Un L-749A d'Air Algérie à l'aéroport d'Orly, le 31 mai 1957.

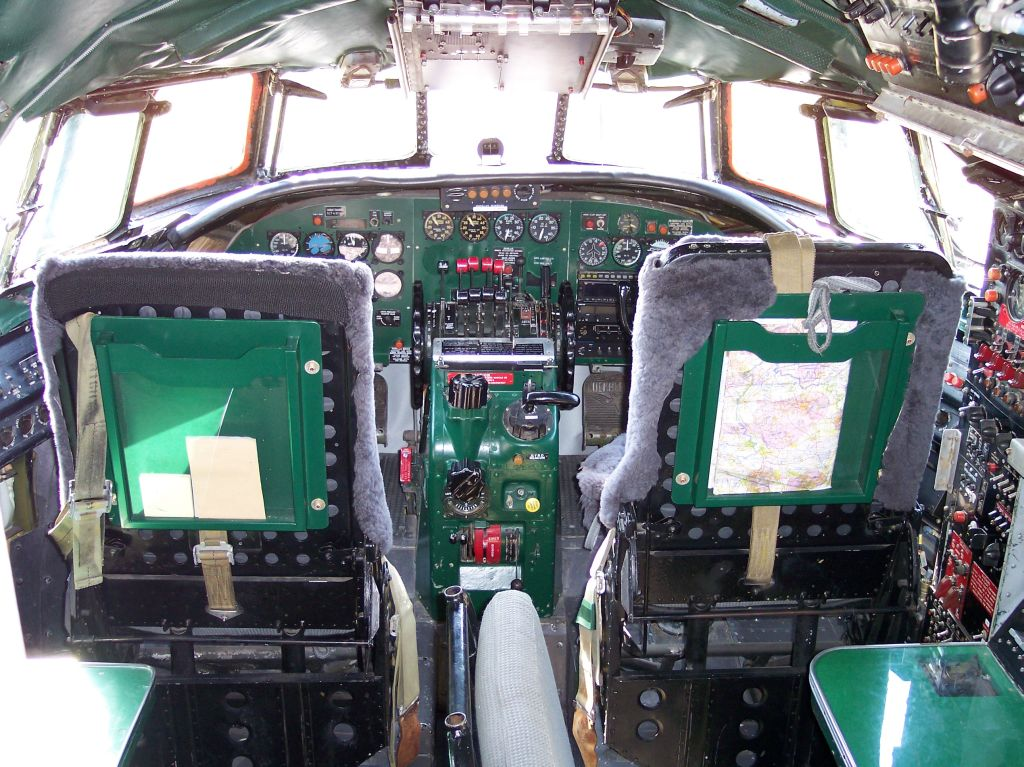
Le poste de pilotage d'un L-749

L-749
La version standard de production propulsée par quatre moteurs en étoile Wright R-3350-749C18BD-1. 60 exemplaires construits.
L-749A
Structure renforcée et une masse maximale au décollage accrue. 59 exemplaires construits.
L-749B
Version proposée à turbopropulseurs. Aucun construit.
L-849
Version prévue de L-749 propulsée par moteurs turbocompressés Wright R-3350 .

### Développement lié
- Lockheed Constellation
- Lockheed L-049 Constellation
- Lockheed C-69 Constellation
- Lockheed L-649 Constellation
- Lockheed L-1049 Super Constellation
- Lockheed C-121/R7V Constellation
- Lockheed EC-121 Warning Star
- Lockheed L-1649A Starliner

### Aéronefs comparables
- Boeing 377 Stratocruiser
- Bristol Britannia
- Douglas DC-4
- Douglas DC-6
- Douglas DC-7
- Iliouchine Il-18
- Lockheed L-188 Electra
- Republic XF-12 Rainbow
- Vickers Viscount